# Clinceni
Clinceni là một xã thuộc hạt Ilfov, România. Dân số thời điểm năm 2002 là 4941 người.